# Cinzia Otherside
Cinzia Otherside (nome anagrafico Paul) è un personaggio dei fumetti creato da Leo Ortolani nel 1989, all'interno della storia Le sconvolgenti origini del Rat-Man, e poi diventato uno dei personaggi principali della serie Rat-Man.

## Realizzazione
Cinzia nasce come una delle tante gag all'interno della storia delle origini di Rat-Man, per poi ritrovarsi ad acquisire sempre più importanza nella saga e diventare, a detta dello stesso autore, «di gran lunga uno dei personaggi più amati della serie. E non ho scritto "di gran lunga" a caso», alludendo al pene di Cinzia. Cinzia è infatti una donna trans. Numerose sono le gag nel corso delle storie sulla doppia natura maschile/femminile di Cinzia e sulla lunghezza del suo pene.

## La storia
Cinzia viene sempre dichiarata transessuale.
Dal fisico muscoloso e una predilezione per i completini leopardati, ha passeggiato per molto tempo sui viali della Città Molto Grande, assicurandosi importanti contatti a cui può ricorrere in caso di necessità.
Nel 1984, tra le altre cose, ha lavorato come postino nella Città Molto Grande; il suo giro mattutino comprende la casa dove abita Rat-Man (in quel momento conosciuto con il nome di MarvelMouse), di cui si innamora perdutamente. Inizia a mandargli dei velati messaggi per dichiarargli il suo amore: sguardi, mezze frasi, lettere profumate (di dopobarba).
Quando Rat-Man, all'interno del suo percorso formativo con il Maestro, sta cercando un simbolo in cui riconoscersi, è Cinzia a dargli la soluzione consegnandogli una copia di Topolino; riconoscente, il ratto gli dà un gran bacio sulla guancia (vedi RMC 19).
Quando Rat-Man lascia la città anch'egli, in un momento di profonda tristezza e col cuore spezzato, abbandona il lavoro di postino e si trasferisce nella Città Senza Nome; senza tralasciare i viali (sui quali stringe altre importanti amicizie, vedi RMC 24) fa diversi lavori, tra cui il reporter della rivista Omo.
Sebbene non ricambiato, l'amore di Cinzia per Rat-Man non conosce incertezze: nel corso delle numerose storie che li vede protagonisti, lei rimane sempre al fianco del suo eroe, tanto che spesso gli salva la vita (vedi ad esempio RMC 4, 24, 42...).
Allo stesso tempo il migliore amico di Rat-Man, Brakko, è invece da sempre attratto da Cinzia, dalla sua femminilità e dalle amorevoli attenzioni di lei nei confronti di Rat-Man.
Col tempo anche Cinzia resta affascinata dai modi cortesi e cavallereschi del poliziotto. Alla fine, dopo che Brakko ha scoperto i ripetuti tradimenti della moglie e se ne è andato di casa, prende corpo una storia d’amore fra lui e Cinzia.
Apparentemente goffa ed improbabile, anche a causa dei bizzarri tentativi di Cinzia di nascondere la sua condizione di transessuale a Brakko, la loro storia d'amore continua a dipanarsi per tutta la decalogia finale: quando Brakko e Clara decidono, di comune accordo, di separarsi restando amici, Cinzia riesce a coronare il suo sogno d'amore sposando Brakko in una doppia cerimonia con Rat-Man ed il suo perduto amore Aima.
Nonostante l'iniziale gelosia verso Aima, Cinzia esprime genuina gioia per il suo primo amore, contenta di essere riuscita a sposarsi "con lui", sia pur nel senso di "contemporaneamente".

## Altre versioni

La cover di Rat-Man Collection n. 9, con la storia Cinzia la barbara!

- Nella storia Cinzia la barbara! (pubblicata su Rat-Man Collection 9 e poi ristampata su Rat-Man Color Special 15 e su Rat-Man Gigante 11), in qualche modo, il sogno d'amore di Cinzia si realizza. La storia parla di una dimensione alternativa in cui il mondo è barbaro (l'ambientazione richiama quella di Conan il barbaro e in particolare dei fumetti di John Buscema sulle avventure del guerriero cimmero, a cui questa storia è ispirata[5]). C'è una città aperta solo per le donne, dove si trova Rat-Man futuro sposo della regina Leganzia. Si scopre che la regina assorbe il "potere" maschile per trasferire il sesso femminile alla sua vittima, Rat-Man; dopo aver fatto questo, Cinzia riesce ad uccidere la regina (diventata uomo) e ad unirsi a Rat-Man, anche se lui cerca più volte di fuggirle senza mai riuscirci.
- Sulla scia del successo di Cinzia la barbara!, Ortolani ha composto un'altra storia incentrata su una Cinzia guerriera, intitolata La gladiatora (storia annunciata già anni prima[6][7]), ispirata al film Il gladiatore di Ridley Scott, pubblicandola su Rat-Man Gigante 11. Cinzia veste i panni di Massima Verga Gentilina, ex-generalessa dell'esercito romano ridotta in schiavitù e arruolata come gladiatrice. Costretta a battersi in un'arena gremita di spettatori, al cospetto di Caio Ratto (che è Rat-Man divenuto imperatore), fa macello di tutti i suoi avversari, guadagnandosi il diritto di farsi esaudire un desiderio dall'imperatore. Il desiderio espresso è di natura sessuale e l'imperatore non vi si potrà sottrarre, per dover mostrare alla plebe di essere di parola.
- Nel numero speciale Il Signore dei Ratti (parodia del Signore degli Anelli) interpreta Annabello, l'elfa che accompagna Bolo, e sposerà Granbrakko.
- Nella storia Allen, parodia dei film Alien e Prometheus di Ridley Scott, il comandante Valery Kramer, impersonato da Cinzia, si ispira al personaggio di Meredith Vickers interpretato nel film da Charlize Theron.
- Nell'albo Ratolik compare come personaggio femminile Ada (diminutivo di Adamo), che mescola le caratteristiche di Cinzia ed Eva Kant.[8]
- La graphic novel eponima del 2019 (sempre scritta da Ortolani) presenta una versione di Cinzia totalmente slegata dal personaggio di Rat-Man. Cinzia è una donna trans che non riesce a trovare lavoro o riconoscimento all'interno della società. Quando riesce a essere assunta, rinunciando alla sua natura e mantenendo nome e aspetto da uomo, scopre di trovarsi all'interno di un'associazione in difesa dei valori tradizionali e contro ogni diversità. Tuttavia si innamora del suo collega Thomas, eterosessuale e in procinto di sposarsi. Per cercare di avvicinarlo finge di avere una sorella gemella, e comincia a uscire con lui come Cinzia, con le fattezze femminili. Alla fine Thomas le rivela di essere omosessuale e possono così concretizzare la loro relazione. Tuttavia, Cinzia si rende conto che la sua vera natura non è quella di un uomo, amato da Thomas, ma di una donna, e alla fine lo lascerà per vivere la sua vita rimanendo fedele a sé stessa.

## Serie animata

Cinzia nell'episodio Sotto la pelliccia, niente!

Cinzia compare in due episodi della serie animata Rat-Man: Zero Zero Rat-Man! e Sotto la pelliccia, niente!. Cinzia, però, a differenza degli altri personaggi principali della serie, interpreta due personaggi differenti da quello della serie a fumetti.
Nell'episodio Zero Zero Rat-Man!, una versione alternativa ispirata ai film di James Bond, viene chiamata Cinzia Schiantananis ed è la pericolosa guardia del corpo del Dr. Gold, un crudele e folle dentista. Indossa sempre un abito rosso e ha dei denti di metallo grazie ai quali il suo capo la tiene sotto controllo minacciandola di elettrificarli.
In Sotto la pelliccia, niente!, uno degli ultimi episodi prodotti, mantiene il cognome presente nel fumetto e la sua natura di transessuale è molto più esplicita: si rade la barba e il database di Rat-Man alla richiesta del sesso risponde "femminile" con una voce maschile mostrando la foto di un postino. È una stilista di fama mondiale che produce pellicce sintetiche utilizzando il pelo degli orsacchiotti di peluche, cosa che l'ha resa il bersaglio di attentati da parte di Piccettino.
L'episodio Sotto la pelliccia, niente! non è mai stato trasmesso in televisione, sia a causa la sospensione della messa in onda della serie e sia perché la natura transessuale del personaggio lo rendeva poco adatto alla fascia per bambini. I due episodi sono stati pubblicati su DVD dalla Panini Video (DVD n. 7, Minaccia d'amore!, marzo 2008).

## Impatto culturale
Il cantautore Renzo Rubino ha preso spunto dal personaggio di Cinzia per scrivere la canzone Il postino (amami uomo) nel 2013.

## Merchandising
Nel 2014 è stata realizzata e commercializzata una statua di Cinzia, che tiene in braccio il cagnolino Fisso.